# Evan Roberts
Evan John Roberts (8 de junho de 1878 – 29 de janeiro de 1951) foi um revivalista galês e uma das figuras de destaque no reavivamento galês de 1904-1905. Em 30 de janeiro de 1951, a morte de Roberts foi anunciada na primeira página do Western Mail. Seu obituário demonstrava que, embora já tivessem passado muitos anos desde o Reavivamento, ele ainda era considerado “o homem que mudou a vida da nação”.

## Início da vida
Nascido em Loughor, no País de Gales, Evan Roberts foi o mais novo dos dois filhos de Henry e Hannah Roberts. Criado em um lar calvinista metodista, ele foi uma criança séria que frequentava a igreja regularmente e memorizava as Escrituras à noite. Da idade de 11 a 23 anos, ele trabalhou nas minas de carvão ao lado de seu pai. Ele, evidentemente, era um jovem que passava horas orando a cada semana, ambas as orações pessoais e as realizadas nos encontros de oração. Diversos estudos de caráter têm notado seu zelo incomum e caráter caloroso. Ele era humilde. Uma explosão, quando ele ajudava seu pai na mina, chamuscou a Bíblia que costumava ler diligentemente. O avivamento seguiu um período de oração e interesse em vários trimestres. Mas a centelha parecia voar de Roberts. Evan teve uma visão de uma foto de um cheque com 100 000 de almas salvas. Dentro de poucos meses, em Outubro de 1904, era este o caso. Os números de conversões foram narrados diariamente no Western Mail, o jornal nacional do País de Gales. Jornalistas famosos, pregadores, e até mesmo o futuro Primeiro Ministro Lloyd George, atestaram a autenticidade do avivamento e a de Evan Roberts.

## Ministério
Em 1904, Roberts começou a estudar para o ministério em Newcastle Emlyn. A frequência a um serviço realizado pelo evangelista Seth Joshua em Blaenanerch, Cardigan, levou a uma experiência que formou a crença de Roberts no "Batismo do Espírito". Em Outubro daquele mesmo ano, Roberts começou a falar em uma série de pequenos encontros. Essas aparições levaram ao seu envolvimento no Avivamento. Ele, logo, estava atraindo congregações numerosas aos milhares. Dentro de duas semanas, o Avivamento Galês era notícia nacional e pouco tempo depois, Evan Roberts e seu irmão Dan e seu melhor amigo Sidney Evans estavam viajando pelo país a realizar encontros de avivamento.
Os quatro "pontos" de sua mensagem eram:
1. Confesse todo pecado conhecido, recebendo perdão através de Jesus Cristo;
2. Remova qualquer coisa em sua vida sobre a qual você tem dúvidas ou se sente inseguro;
3. Esteja pronto a obedecer ao Espírito Santo imediatamente;
4. Confesse publicamente o Senhor Jesus Cristo.

Em uma das mais cuidadosas crônicas de todos os avivamentos há temas comuns. Pessoas se reuniam em grandes números com uma sensação de expectativa. Os encontros duravam horas, porém, desde o início, havia um senso de convicção de pecado. Transgressões foram confessadas e estilos de vida foram afetados. Os bares foram de cheios a vazios.
Houve milhares de conversões que trouxeram alegria tremenda. Alguns dos caráteres mais resistentes nos vales foram convertidos. Foi um avivamento que foi iniciado e sustentado especialmente por um jovem. É dito que milhares desses homens na Primeira Guerra Mundial, 10 anos depois.
Apesar do sucesso do time galês de rugby em seu ano mais bem-sucedido até agora, Evan se tornou talvez o homem mais famoso no mundo, no momento, por causa da empolgação mundial a respeito da sua pregação. Encontros de oração reuniam multidões enormes. Os eventos esportivos se tornaram pouco importantes. Em Trecynon, Evan ia a pé de uma igreja lotada a outra, todas a poucos metros de cada uma. Este padrão se tornou a norma. No entanto, Ele recusava seu status de celebridade e doava seu dinheiro. Ele recusava que o esforço evangelístico fosse a respeito dele. Até agora, o avivamento estava sobre toda Gales e não mais dependia de Evan estar presente. Uma das histórias mais famosas é a dos pôneis de carga das minas que não entendiam mais as ordens dos mineiros depois que a linguagem deles foi limpa!
Ele trouxe uma juventude com novas canções sendo cantadas especialmente pelas "irmãs cantoras". Ele pregava mais do que, em algumas vezes, é relatado, embora não fosse sempre o caso. Ele, algumas vezes, agonizava por horas antes de dizer alguma coisa. Ele certamente levava uma intensidade em tudo que ele fazia ao passo que continuava amado no principado. Ele costumava ficar com os cultos de adoração até as primeiras horas e ainda acordaria mais cedo para orar e convidar homens ao ponto de encontro das reuniões.

## Colapso
Roberts logo sucumbiu à pressão de sua rigorosa, e, em 1906, sofreu um colapso físico e emocional. Evan manteve sua fé embora claramente sofresse de depressão. Ele achou algum consolo ao escrever poesias. Uma série de cartas reflete sua profunda fé mantida. Ele desenvolveu uma disciplina para sua vida tanto em ele voltar-se à oração quanto em seu ministério principal.

## Final da vida
Embora um orador galês, Evan convalesceu na Inglaterra. Ele morou em Brighton por alguns anos desde 1921. As pessoas ansiavam pelo retorno de Roberts ao País de Gales. Mas ele ficou convencido de que a obra de intercessão era vital. Ele se dava à oração e cria que alcançava mais deste modo. Há vários relatos de como ele continuou a missão, especialmente de joelhos, e com suas publicações, que incentivaram o crescimento missionário do século 20. Alguns se sentiram magoados de que ele tivesse de algum modo abandonado Gales. Ele estava preocupado de que alguns dos excessos do avivamento não fossem de Deus. Às vezes ele se tornava crítico das atmosferas, embora, notadamente, ele detectou um impostor que tentou hipnotizá-lo em uma noite. O fato de que ele não tinha treinamento teológico ou ministerial pode ter dificultado sua habilidade de permanecer na trilha em meio a um clamor pelo seu tempo. Mas não há dúvidas do notável senso da presença de Deus em seu ministério.
Ele voltou para o funeral de seu pai em sua cidade natal, Loughor, de onde o avivamento começou. Ele falou umas poucas frases e um "mini avivamento" começou em 1928.
Ele passou seus últimos anos em Cardiff e morreu na obscuridade. O aniversário de 100 anos do avivamento trouxe fresh apreciação por este indivíduo gentil que ajudou a definir o País de Gales ao fogo. O avivamento foi, sem dúvida, de grande influência, e muitos galeses buscavam a sua repetição.
Evan Roberts morreu em 1951, com 73 anos. Foi enterrado em um jazigo da família atrás da Capela Moriá em Loughor, Gales do Sul. Hoje, uma coluna memorial comemora sua contribuição ao avivamento.

## Obras
- War on The Saints, Diggory Press, ISBN 1-905363-01-X

## Na cultura popular
Enquanto escrevia o romance distópico de 1907, O Senhor do Mundo, o padre católico romano Monsenhor Robert Hugh Benson se inspirou em Evan Roberts e no Avivamento Galês de 1904-1905 como modelos para o reino do Anticristo.
A história de Evan Roberts e seu papel no Avivamento Galês de 1904-1905 foram adaptados a um bem-sucedido musical por Mal Pope chamado Amazing Grace em 2005.